# لوله‌کش
[۳/۶،‏ ۱۶:۰۰] زارعی پارک فناوری: FaraTeyf - Sewage - 14030914 (2)-Model.pdf
[۳/۶،‏ ۱۶:۰۰] زارعی پارک فناوری: FaraTeyf - Plumbing - 14030914 (3)-Model.pdf
[۳/۶،‏ ۱۶:۰۰] زارعی پارک فناوری: FINAL architecture khayam 14031104 (3)-Model.pdf به فردی گفته می‌شود که متخصص در نصب و راه‌اندازی سامانه‌های مبتنی بر لوله ، آب و گاز است.
لوله‌کش‌ها افرادی هستند که ضمن شناخت انواع لوله و اتصالات آنها می‌توانند متناسب با الگوی ساختمان لوله‌ها را بوسیله ابزار و تجهیزات مناسب برای آب رسانی یا تخلیه فاضلاب ساختمان و همچنین در موضوعات متفاوت دیگر مانند آتش‌نشانی، گرمایش و سرمایش و … اجرا کنند.

## تاریخچه
ریشه کلمه "لوله کش" به امپراتوری روم برمی گردد.  سقف های رومی از سرب در لوله ها و لوله های تخلیه استفاده می کردند  و برخی نیز با سرب پوشانده شدند. از سرب برای لوله کشی و ساخت حمام نیز استفاده می شد.کلمه لاتین سرب plumbum است. در قرون وسطی، هر کسی که با سرب کار می کرد، لوله کش نامیده می شد. این را می توان از عصاره ای در مورد کارگرانی که سقف را در کاخ وست مینستر تعمیر می کنند، مشاهده کرد. آنها را لوله کش می نامیدند: "به گیلبرت دو وستمینستر، لوله کش، که روی سقف انباری سالن کوچک کار می کند، آن را با سرب می پوشاند، و در مورد عیوب مختلف در سقف سالن کوچک".بنابراین فردی که در کار با سرب مهارت داشت ابتدا پلمباریوس شناخته شد که بعداً به لوله کش کوتاه شد.

## فعالیت های یک لوله کش
به طور کلی می توان از حوزه های فعالیتی زیر به عنوان خدماتی که یک لوله کش ارائه می دهد اشاره کنیم:
- لوله کشی آب ساختمان
- لوله کشی فاضلاب
- لوله کشی گاز
- نصب شیر آلات

لازم به ذکر است که برخی از حوزه های ذکر شده، به قدری حساس و حرفه ای هستند که به صورت تخصصی دنبال می شوند. برای مثال متخصصین لوله کشی گاز ساحتمان باید مجوز های لازم را داشته باشند.
یکی دیگر از مواردی که لازم است در مورد فعالیت های یک لوله کش به آن اشاره شود، انجام خدمات تعمیرات در تمامی دسته های فوق است. بدیهی است که افراد ماهر دارای توانایی پیاده سازی یک پروژه امکان انجام تعمیرات و بازسازی را هم دارند.

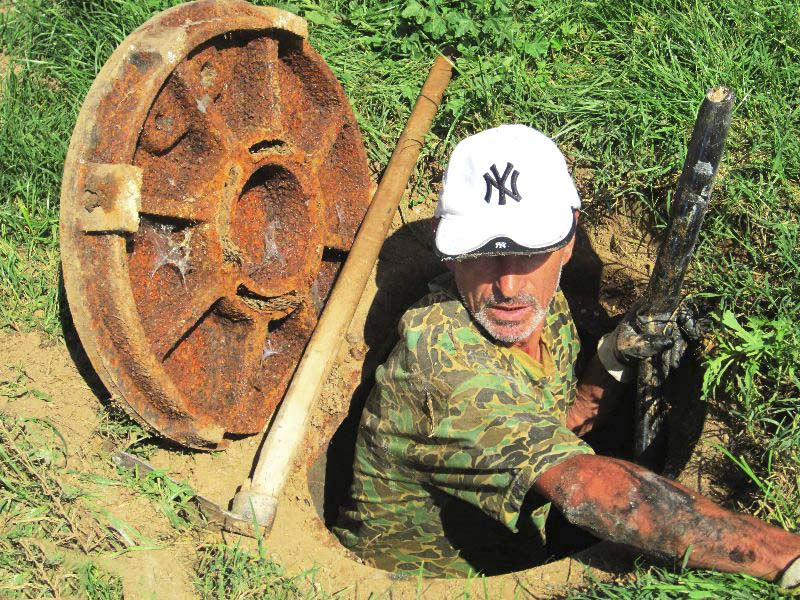
یک لوله‌کش در حال خروج از شبکه فاضلاب

## خطرات شغل
انواع مختلفی از خطرات برای یک لوله کش وجود دارد. اینها شامل برق گرفتگی، کشیدگی و رگ به رگ شدن، بریدگی و پارگی، کبودی و کوفتگی، شکستگی، سوختگی ، اجسام خارجی در چشم و فتق اشاره کرد. کار در ارتفاع یا در فضاهای محدود، یا کار با سرب و آزبست همگی خطراتی هستند که لوله کش ها می توانند در محل کار خود با آن مواجه شوند.

### خطرات بیماری های عفونی
لوله کش ها در هنگام تعمیر سیستم های فاضلاب هنگام برخورد با زباله های انسانی خطر عفونت را دارند. میکروب ها می توانند از طریق مدفوع یا استفراغ فرد مبتلا به بیماری، به توالت یا لوله های فاضلاب دفع شوند. زباله های انسانی می توانند شامل بیماری های عفونی مانند وبا، تیفوئید، هپاتیت، فلج اطفال، کریپتوسپوریدیوز، آسکاریازیس و شیستوزومیازیس باشند.

## در جاهای دیگر
اصطلاح «لوله‌کشان کاخ سفید» نام محبوبی بود که به واحد تحقیقات ویژه مخفی کاخ سفید که در ۲۴ ژوئیه ۱۹۷۱ در زمان ریاست جمهوری ریچارد نیکسون تأسیس شد، داده شد. کار آنها جلوگیری از "نشت" اطلاعاتی در دولت ایالات متحده مربوط به جنگ ویتنام (یعنی اسناد پنتاگون) بود. از این رو اصطلاح "لوله کش" به این واحد داده شد.